# Filmfestivalen i Venedig
Filmfestivalen i Venedig (italiensk: Mostra Internazionale d'Arte Cinematografica della Biennale di Venezia) er en del af Venezia-biennalen, men i modsætning til biennalen så arrangeres filmfestivalen hvert år. Den vigtigste pris, som deles ud, er Guldløven (Leone d'Oro).
Filmfestivalen blev afhold første gang i 1932 og er den ældste filmfestival i verden. Sammen med Filmfestivalen i Cannes og Filmfestivalen i Berlin er Venedig en af de tre store europæiske filmfestivaler.